# Паутинка (рассказ)
Паути́нка (яп. 蜘蛛の糸) — рассказ японского писателя Рюноскэ Акутагавы, написанный им в 1918 году. 

## Сюжет
Рассказ повествует о том, как однажды Будда прогуливался по берегу райского пруда и в глубинах вод его увидел преисподнюю, в которой было много грешников. Взор Будды упал на одного грешника — страшного разбойника, на счету которого было одно доброе дело. Как-то в лесу ему встретился маленький паук. Разбойник хотел растоптать его ногой, но после некоторых размышлений понял, что не стоит понапрасну убивать живую тварь. И потому Будда за один лишь этот хороший поступок захотел спасти грешника от адских мучений и, подвесив тонкую паутинку к листу лотоса, опустил её в глубину преисподней.
Корчась от мук, разбойник внезапно поднял голову и, всматриваясь в тёмную глубину, увидел серебряную нить, которая направлялась к нему. Он захлопал в ладоши от радости, быстро схватил её и начал карабкаться вверх. Утомившись на полдороге, разбойник решил немного передохнуть и заметил, что множество грешников уже поднимаются вверх по паутинке. Он перепугался, что тоненькая нить не выдержит такого количества груза, разорвётся, и тогда ему снова придётся отправляться в преисподнюю. Он начал кричать, что это его паутинка и другие не должны держаться за неё. В тот же миг паутинка лопнула, и разбойник снова очутился в преисподней. Посмотрев на это, Будда глубоко вздохнул и продолжил свою прогулку.

## История создания
Рассказ был написан весной 1918 года по просьбе писателя Миэкити Судзуки (1882—1936), пытавшегося таким образом восполнить недостаток высококачественной детской литературы. Исследователи отмечают, что источником рассказа послужил эпизод из буддийского повествования «Karma: A Story of Buddhist Ethics» (Карма: Сказание по буддийской этике), опубликованного на английском языке П. Карусом, в переводе Судзуки Дайсэцу («Инга но огурума»). Переводчик с японского, профессор и литературовед Бончхон Ю называет эту работу Акутагавы пересказом притчи о луковке из «Братьев Карамазовых» Достоевского (часть третья, книга седьмая, глава III).
В процессе работы Акутагава был недоволен рассказом (из письма от 16 мая 1918: «„Паутинка“ не получилась. Много мест нужно было отработать. Но я не в силах сделать это. Попроси Судзуки-сана, чтобы он безжалостно чёркал всё, что ему не понравится.»), однако позднее отзывался о нём лучше, в частности считая его достаточно поэтичным. Рассказ был опубликован в том же году в первом номере созданного Судзуки журнала «Акаи Тори».

## Перевод на русский язык
Перевод на русский язык выполнен В. Н. Марковой в 1983 году, включался неоднократно в сборники рассказов Акутогавы, выходившие в СССР и в России.

## Культурное влияние
Сюжет «Паутинки» обыгрывается в нескольких компьютерных играх[каких?] и аниме. История упоминается в эпизоде сериала «Чудовище за соседней партой» (10-я серия 1-го сезона), Detective Conan «Stage Actress Murder Case» (1997), аниме «Парад смерти» и «Город, в котором меня нет», манге "По велению Господа Бога" и "Мой Домашний Герой", аниме Классические истории.